# Крах Signature Bank
12 марта 2023 года банковские чиновники Нью-Йорка закрыли нью-йоркский коммерческий банк Signature Bank, что стало третьим по величине банкротством банка в истории США. Федеральные регулирующие органы Соединенных Штатов заявили, что он был закрыт для защиты потребителей и финансовой системы после краха Silicon Valley Bank. На момент закрытия активы банка составляли 110 млрд долларов.

## История
Закрытие произошло через два дня после краха Silicon Valley Bank на фоне продолжающейся череды банкротств американских банков.
12 марта 2023 года регулирующие органы Департамента финансовых услуг штата Нью-Йорк закрыли Signature Bank. Банк оказался не в состоянии закрыть продажу или иным образом укрепить свои финансы до утра понедельника, чтобы защитить свои активы после того, как клиенты начали снимать депозиты в пользу более крупных учреждений. Бывший конгрессмен США Барни Франк, который был членом правления банка, отметил, что после краха SVB клиенты были обеспокоены приверженностью банка криптовалютам и вывели свои средства, что привело к «панике, вызванной SVB», которая началась поздно в пятницу. Крах SVB и Signature, второй и третий по величине банкротства банков в американской истории, были определены как системные риски для финансовой системы, что позволяет принять чрезвычайные меры для обеспечения доступности средств за пределами Федеральной корпорации страхования депозитов.
FDIC была назначена ликвидатором банка и немедленно учредила Signature Bridge Bank, NA, которым FDIC будет управлять, продавая свои активы участникам торгов.

## Реакция властей
12 марта Минфин США, Федеральный резерв и Федеральная корпорация по страхованию вкладов приняли совместное решение о компенсации потерь вкладчикам SVB и Signature Bank.